# 음부신경
음부신경(한국 한자: 陰部神經, 영어: pudendal nerve)은 샅의 주요 신경으로, 엉치신경얼기(S2-S4)에서 갈라져 나와 항문과 샅 주변의 피부, 성기에서 감각을 전달하며 골반의 근육들에 운동신경 섬유를 내어 분포한다. 음부신경은 부교감신경계 성분은 가지지 않고 교감신경계 성분만을 전달한다. 음부신경이 내는 가지에는 아래곧창자신경, 샅신경이 있으며 남성에서는 음경등신경으로, 여성에서는 음핵등신경으로 이어진다. 음부신경이 분포하는 근육에는 남성과 여성 바깥요도조임근, 바깥항문조임근이 있다. 이 근육들은 수의적으로 수축하여 각각 배뇨와 배변을 억제한다.
분만 중 샅 부위를 마취하기 위해 음부신경 마취를 통해 일시적으로 마취될 수 있다. 음부신경의 손상은 특히 분만 시에 흔한데, 손상이 일어나면 감각 소실이나 변실금의 원인이 될 수 있다. 음부신경이 눌리거나 늘어나면 일시적이거나 영구적인 신경병증의 원인이 된다. 음부신경 포착은 음부신경이 눌리거나 포착되어 만성통증을 일으키는 질환이다.
음부신경이 주행하는 음부신경관은 음부신경관을 발견하고 1836년 기술한 아일랜드의 해부학자 벤저민 올콕(Benjamin Alcock)의 이름을 따 올콕관(Alcock's canal)이라고도 불린다.

## 구조

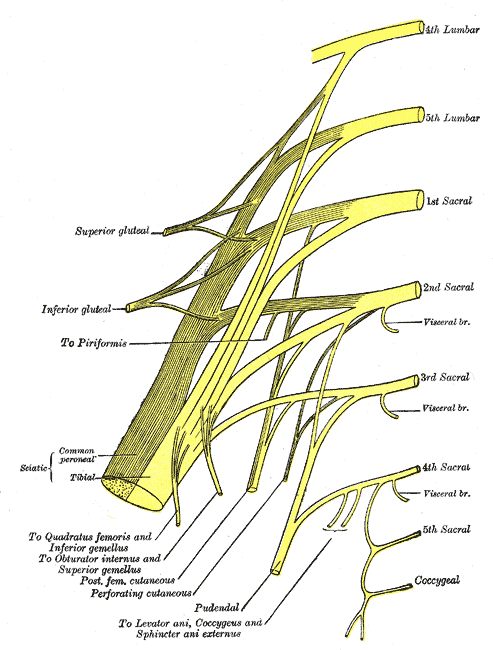
엉치신경얼기에서 갈라져 나오는 신경들. 음부신경은 하단 중앙에 표시됨.

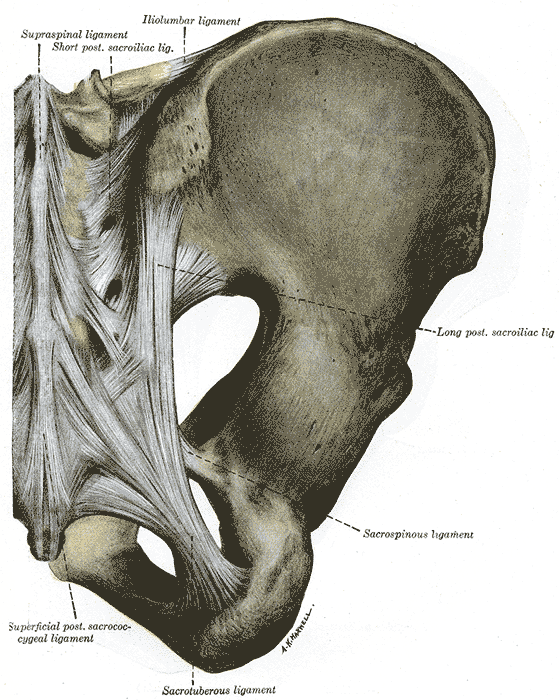
엉치가시인대에 의해 분리된 큰궁둥구멍과 작은궁둥구멍. 음부신경은 큰궁둥구멍을 통해 골반을 나가고 엉치가시인대를 넘어, 작은궁둥구멍을 통해 다시 골반으로 들어온다.

음부신경은 몸의 왼쪽과 오른쪽에 각각 하나로, 총 두 개가 있다. 각각의 음부신경은 3개의 신경 뿌리가 갈라져 나온 즉시 엉치결절인대와 꼬리근의 위쪽 경계선 위에서 합쳐져 형성된다. 중간뿌리와 아래뿌리가 합쳐져 아래갈래를 형성하면서 3개의 뿌리가 2개의 갈래(cord)가 되고, 그 후 두 갈래가 결합하여 엉치가시인대 바로 몸쪽에 위치하는 음부신경을 형성한다. 세 개의 뿌리는 둘째, 셋째, 넷째엉치신경(S2, S3, S4)의 앞가지에서 유래한다. 이 중 셋째엉치신경에서 음부신경 형성에 가장 많은 지분을 차지한다.
음부신경은 궁둥구멍근과 꼬리근 사이를 통과하고 큰궁둥구멍의 아랫부분을 통해 골반을 나간다. 골반을 나간 이후로는 엉치가시인대의 가쪽 부분을 가로질러 작은궁둥구멍을 통해 골반으로 다시 들어온다. 골반에 들어온 이후에는 궁둥항문오목의 가쪽 벽을 따라 속음부동맥, 속음부정맥과 함께 폐쇄근막에 의해 형성된 신경혈관집(sheath)인 음부신경관에 싸인 채 위앞쪽으로 주행한다.
음부신경관 내에서 음부신경은 여러 가지로 나뉜다. 먼저 아래곧창자신경을 내며, 그 후 샅신경을 낸다. 이후 남성의 경우 음경등신경으로, 여성의 경우 음핵등신경으로 이어진다.

### 신경핵
음부신경은 엉치신경얼기의 주요 가지이다. :950 이 중에서도 음부신경은 특히 척수의 엉치뼈 부위에 있는 오누프핵에서 기원하는 섬유다.

### 변이
음부신경은 그 시작점이 사람에 따라 다를 수 있다. 예를 들어 음부신경은 궁둥신경에서 갈라져 나올 수 있다. 결과적으로 이런 경우 궁둥신경이 손상되면 음부신경에도 영향을 줄 수 있다. 때로는 첫째엉치신경의 등쪽 가지가 음부신경에 신경섬유를 내고 훨씬 더 드물게는 다섯째엉치신경에서 나온 가지가 함께 음부신경을 형성할 수 있다.

## 기능
음부신경은 운동 기능과 감각 기능을 모두 가지고 있다. 부교감신경 섬유는 운반하지 않지만 교감신경 섬유를 운반한다.
음부신경은 남성의 경우 음경, 여성의 경우 음핵의 감각을 전달하는데, 이 감각 정보는 각각 음경등신경과 음핵등신경을 통해 음부신경으로 전달된다. 남성의 경우 음낭 뒤쪽의 뒤음낭신경, 여성의 경우 음순의 감각은 뒤음순신경을 통해 전달된다. 음부신경은 이 부위의 감각을 전달하는 여러 신경 중 하나이다. 항문관에서도 감각을 전달한다. 남성에게는 전립선이, 여성에게는 음부신경이 항문 성교시 쾌감을 담당할 수도 있다. 음경과 음핵의 감각 정보를 전달하면서 음부신경은 음경 발기와 음핵 발기의 들신경섬유 성분으로서 분포한다. 사정을 담당하기도 한다.
음부신경의 가지는 샅 부위와 골반바닥의 근육에도 분포한다. 즉, 망울해면체근과 궁둥해면체근, 항문올림근(엉덩꼬리근, 두덩꼬리근, 두덩곧창자근, 남성의 두덩전립샘근, 여성의 두덩질근), 바깥항문조임근(아래항문가지를 통해), 바깥요도조임근에 분포한다.
골격근인 바깥요도조임근에 분포하면서 조임근의 긴장도 조절을 담당하는데, 이는 아세틸콜린의 방출을 통해 매개된다. 즉, 아세틸콜린 방출이 증가하면 바깥요도조임근이 수축하여 오줌이 나가지 못하게 한다. 반대로 아세틸콜린이 감소하면 바깥요도조임근이 이완되어 오줌이 나가며 방광이 비워진다. 바깥요도조임근은 자율신경계통에 의해 불수의적으로 조절되는 민무늬근인 속요도조임근과 달리, 골격근으로서 몸신경계통에 의해 수의적으로 조절된다.

## 임상적 중요성

### 마취
음부신경 마취는 분만 중 샅 부위를 마취하기 위해 산과에서 사용하는 국소 마취 기술이다. 음부신경 마취 시 음부신경을 중심으로 질 내벽을 통해 리도카인 같은 마취제를 주입한다.

### 손상
음부신경이 눌리거나 늘어나 일시적 또는 영구적인 신경병증이 발생할 수 있다. 신경이 정상 길이의 12% 이상 늘어나면 돌이킬 수 없는 신경 손상이 발생할 수 있다. 골반바닥이 과도하게 늘어나거나 급성(예: 길게 이어진 출산이나 난산) 또는 만성(예: 변비로 인한 배변 중 만성 근육 긴장)인 경우 음부신경은 신장(stretch)으로 인한 신경병증에 취약해진다. 음부신경이 포착되거나 눌려서 발생하는 음부신경 포착은 매우 드문 질환이며 전문 사이클링과도 관련이 있다. 당뇨병 및 다발성 경화증과 같은 전신 질환은 탈수초화 또는 기타 메커니즘을 통해 음부신경을 손상시킬 수 있다. 골반 종양(대형 엉치꼬리기형종) 또는 종양 제거 수술도 영구적인 손상을 유발할 수 있다.
음부신경의 한쪽 신경병증은 변실금을 유발하기도 하지만 일부 사람들에서는 변실금이 발생하지 않는다. 이런 차이가 생기는 이유는 변실금이 생기지 않는 사람들에서는 바깥항문조임근에 양쪽 음부신경이 교차하여 분포하기 때문이다.

### 영상 촬영
음부신경은 일반적인 CT 또는 MRI에서 촬영하기는 어렵지만 CT 유도 하에 음부 신경혈관다발 근처에 바늘을 놓을 수 있다. CT에서 쉽게 식별할 수 있는 구조인 궁둥뼈가시 높이에서 주로 주사한다. 척수마취용침(스파이날 니들)은 볼기의 근육을 통해 궁둥뼈가시의 몇 밀리미터 내에서 주사한다. 그런 다음 조영제(X선 염료)를 주입하여 음부신경관 안의 음부신경이 잘 보이게 하고 바늘이 올바르게 들어갔는지 확인할 수 있다. 그런 다음 신경에 코르티손과 국소 마취제를 주입하여 외부 생식기의 만성 통증(여성의 경우 외음부통증), 골반 및 항문과 곧창자의 통증을 확인하고 치료할 수 있다.

#### 신경 잠복기 검사
음부신경이 분포하는 근육이 감각 및 운동 섬유에 가해지는 전기 자극에 반응하여 수축하는 데 걸리는 시간을 정량화할 수 있다. 증가된 전도 시간(종말 운동 잠복기)은 신경이 손상됐단 것을 의미한다. 검사자는 장갑을 낀 후 손가락(보통 검지)에 2개의 자극 전극과 2개의 측정 전극("St Mark's electrode")을 붙여 검사에 사용한다.

## 역사
Pudendal이라는 용어는 외부 생식기를 뜻하는 라틴어 단어 'Pudenda'에서 유래했으며, Pudenda는 '부끄러워 해야 할 부분'이라는 뜻의 Pudendum에서 유래했다. 음부신경관은 1836년에 이 구조를 기록한 아일랜드 해부학자 벤저민 올콕의 이름을 따서 'Alcock's canal(올콕관)'이라는 용어로도 알려져 있다. 올콕은 로버트 벤틀리 토드(Robert Bentley Todd)의 "The Cyclopaedia of Anatomy and Physiology"에 실린 엉덩동맥에 대한 기고문에서 음부신경관과 음부신경의 존재를 처음 기록했다.

## 추가 이미지

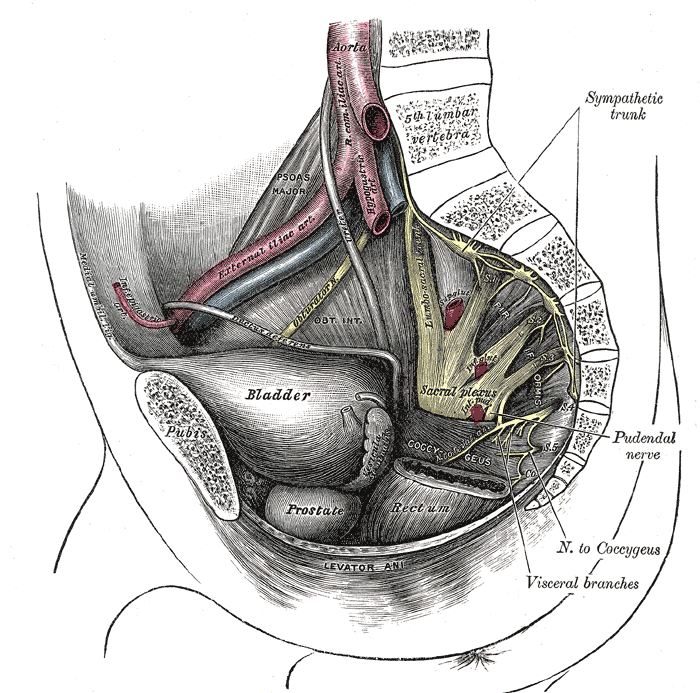
음부신경이 보이게 한 남성 골반. 중앙 오른쪽에 음부신경이 표시됨.
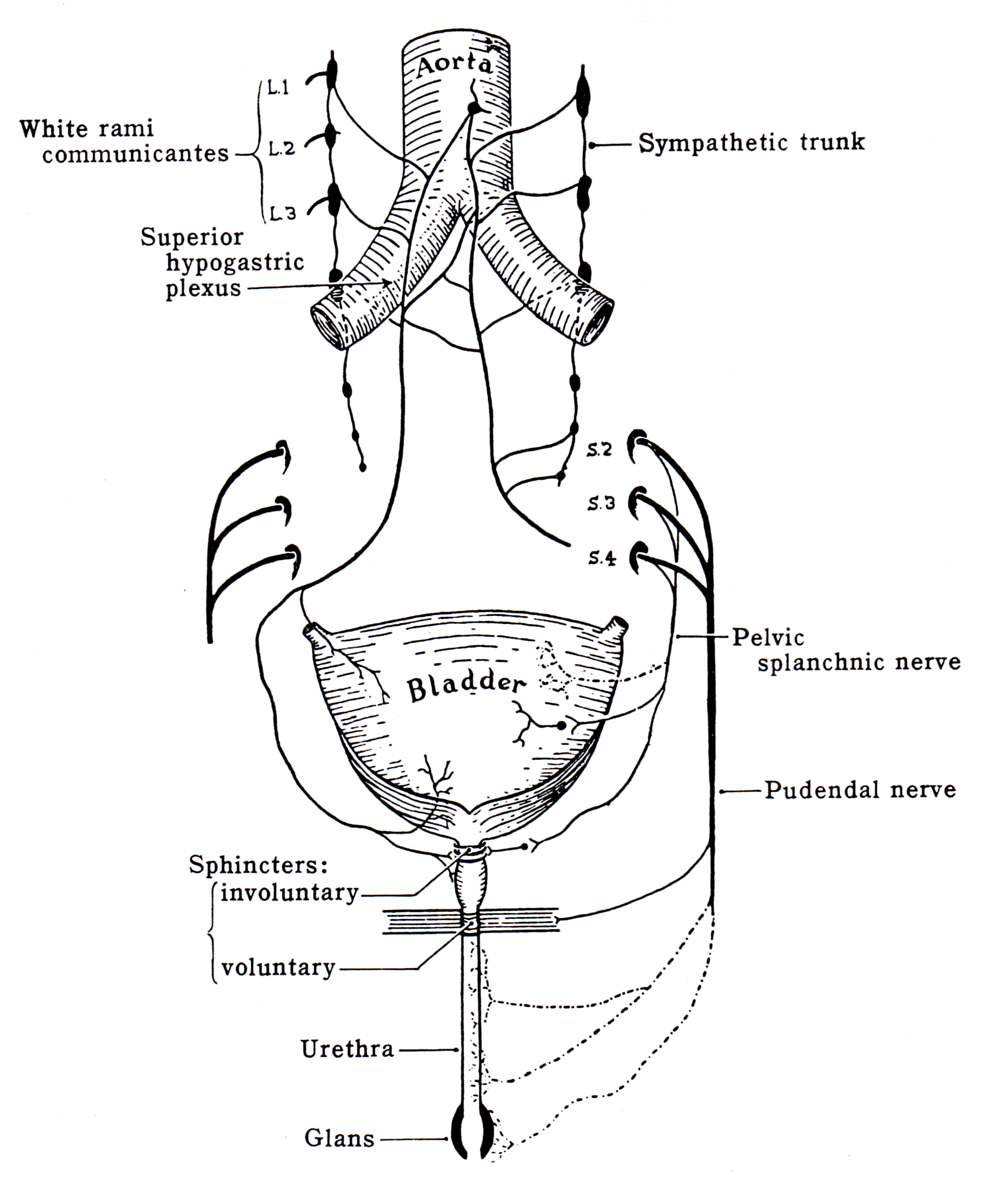
음부신경이 지배하는 구조를 보여주는 모식도.
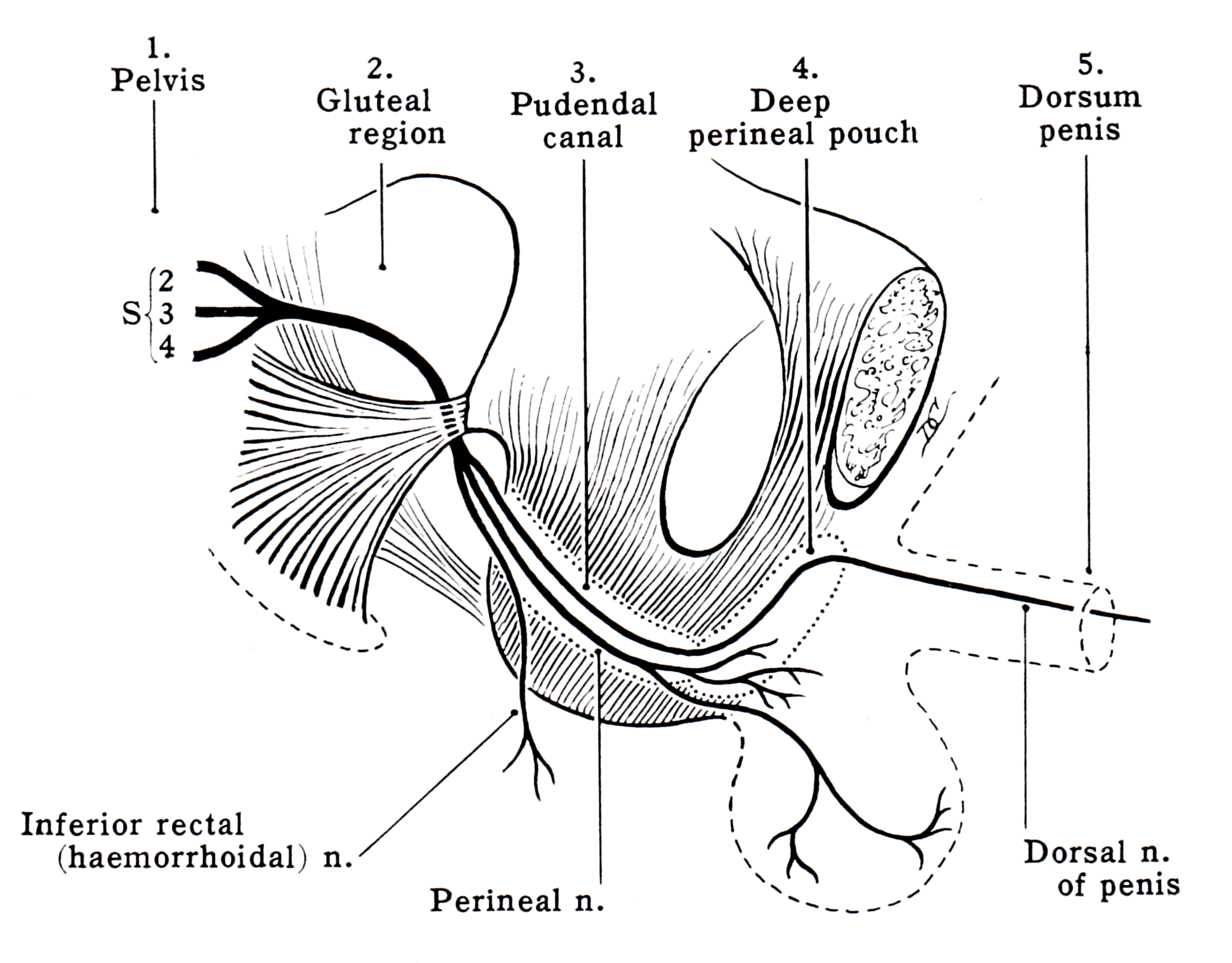
남성 골반의 음부신경 주행 경로의 모식도.

## 같이 보기
- 음부신경관
- 음부신경 마취
- 음부신경 포착
- 신경인성 방광